# Косяровська Марія Іванівна
Марі́я Іва́нівна Косяро́вська, в шлюбі Го́голь-Яно́вська (нар. 1791, Яреськи — пом. 1868, Василівка) — мати письменника Миколи Гоголя, дружина Василя Опанасовича Гоголя-Яновського — українського поміщика, власника села Василівка Миргородського повіту Полтавської губернії. 

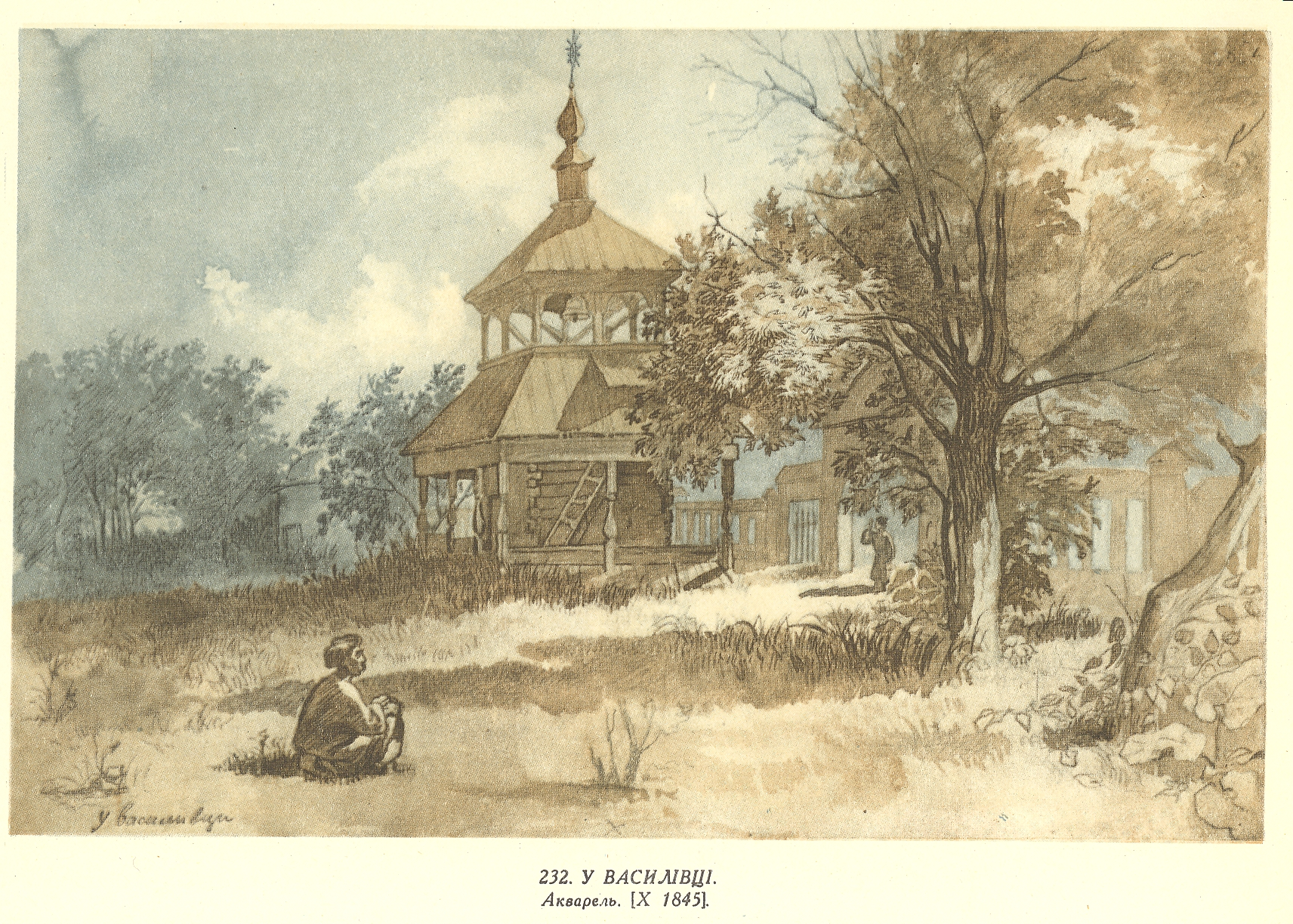
У Василівці. Тарас Шевченко. 1845

## Життєпис
Марія Косяровська народилася у 1791 році в козацькому селі Яреськи за 9 км від містечка Шишаки на Полтавщині. Батько Марії — Іван Матвійович Косяровський після закінчення військової служби був Харківським генеральним поштмейстером. Мати Марії — Марія Шостак померла, тому вона зростала у батькової сестри Ганни Матвіївни Косяровської, що була одружена з Андрієм Прокоповичем Трощинським, брат якого — Дмитро Трощинський був аристократом козацького стану, державним діячем Російської імперії, меценатом української культури.